# آندریا سزارو
آندریا سزارو (انگلیسی: Andrea Cesaro؛ زادهٔ ۱۰ آوریل ۱۹۸۶) بازیکن فوتبال اهل ایتالیا است.
از باشگاه‌هایی که در آن بازی کرده‌است می‌توان به باشگاه فوتبال اینتر میلان، باشگاه فوتبال آ.اس. رم، و باشگاه فوتبال سالرنیتانا اشاره کرد.